# Martín Vázquez de Acuña
Martín Vázquez de Acuña (1357-1417), Martim Vasques da Cunha en portugués, I conde de Valencia de Don Juan y señor de Castrojeriz en Castilla, VI señor de Tábua, de Sul, Gulfar y Besterios en Portugal, alcalde mayor del castillo de Lisboa, fue un ricohombre portugués que vivió a finales del siglo XIV y comienzos del XV.

## Entorno familiar

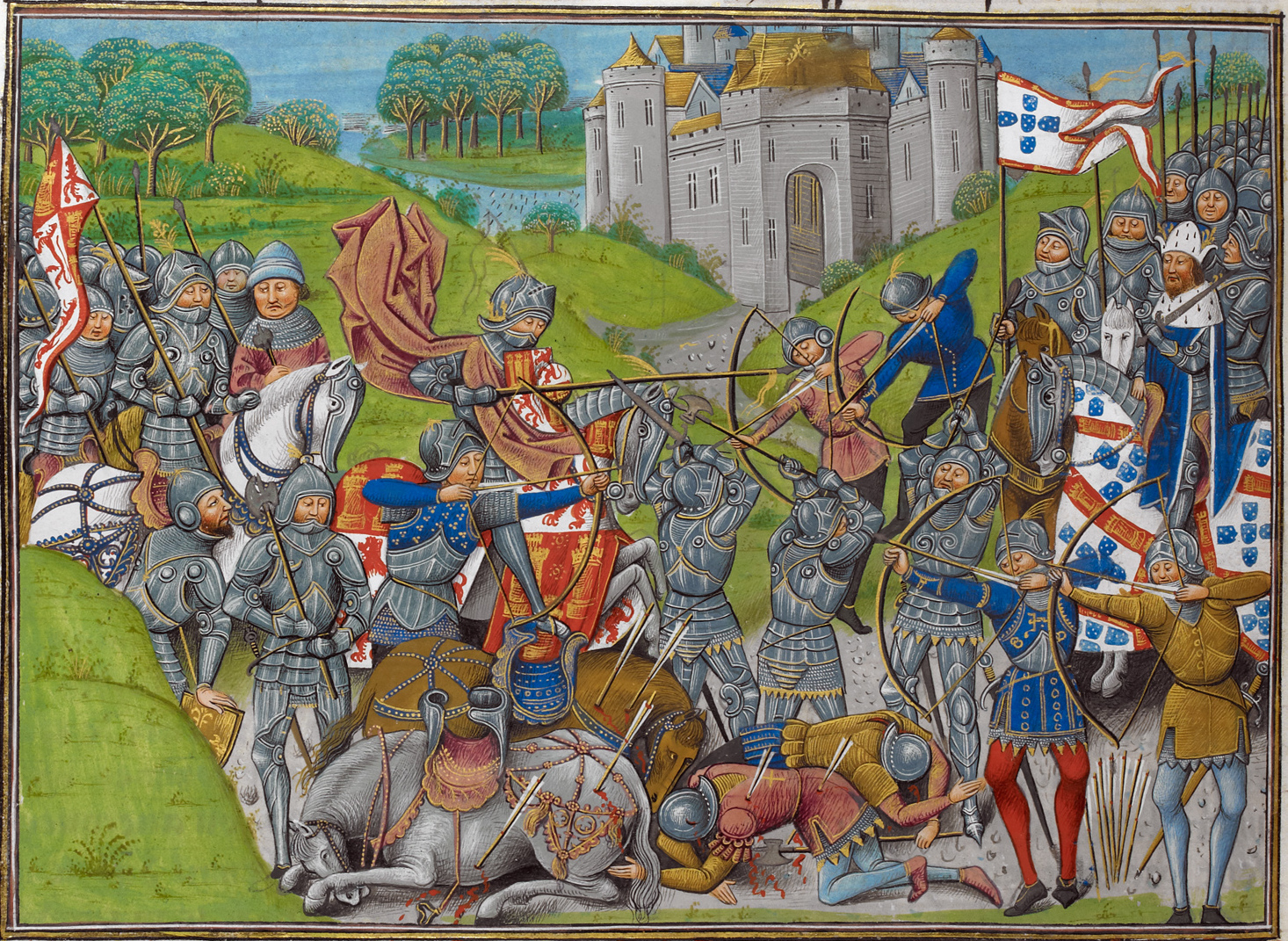
Representación de la Batalla de Aljubarrota en la obra Recueil des croniques d’Engleterre, de Jehan de Waurin

Hijo de Vasco Martínez de Acuña el Viejo y de su primera esposa, Beatriz Lopes de Albergaria, Martín era miembro de un linaje de provincias portugués, que había ganado relevancia en la corte de Alfonso IV de Portugal. Sus hermanos, hijos del primer matrimonio de su padre, fueron Esteban, Vasco, Gil, Lope, Rui, y Mecia Vázquez de Acuña, abadesa en el monasterio de Lorvão. Su padre contrajo un segundo matrimonio con Teresa de Albuquerque, hija natural de Fernando Alfonso de Albuquerque, maestre de la Orden de Santiago, con quien tuvo otros hijos, medios-hermanos de Martín. Estos fueron Gonzalo, obispo de Guarda, Pedro e Isabel.

## Vida

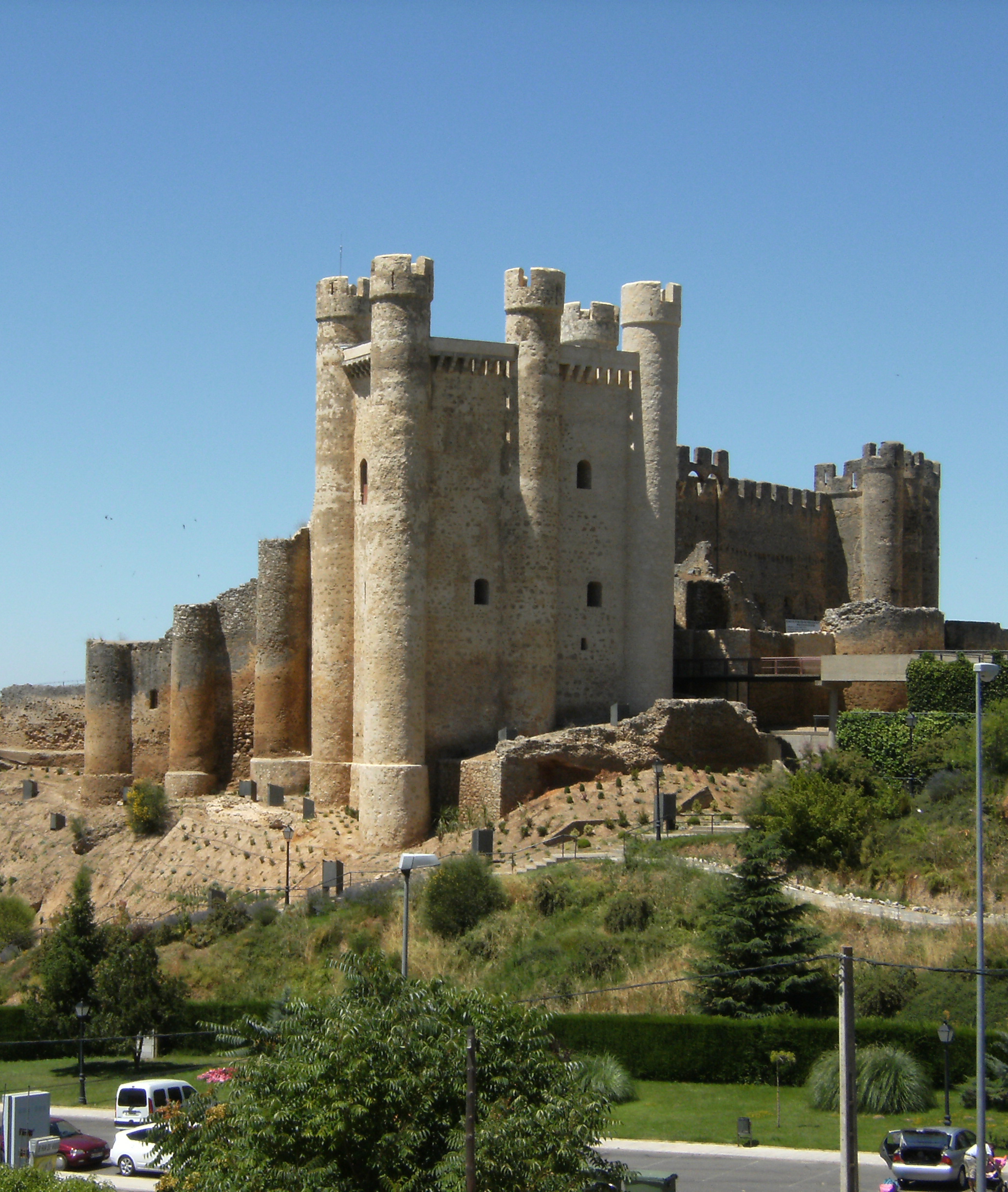
Castillo de Valencia de Don Juan (León)

Fue alcaide del castillo de Linhares, y uno de los nobles que participaron en la batalla de Trancoso con su hermano Gil. Su hermano Lope llevó el pendón real como alférez mayor en la batalla de Aljubarrota en 1385.
Martín, junto con sus hermanos Gil y Lope Vázquez de Acuña, abandonó Portugal en 1397 cuando el rey Juan I, fundador de la dinastía de Avís, con el propósito de fortalecer la corona, amplió las tierras y vasallos de realengo, perjudicando así a la nobleza lusitana. De su hermano Lope Vázquez de Acuña descienden los duques de Huete y los condes de Buendía. Su hermano Gil Vázquez de Acuña se convirtió en Castilla en señor de Rueda, Mansilla y Alarcón En 1402 retornó a Portugal donde el rey Juan I de Portugal le devolvió los bienes y tierras que le habían confiscado cuando marchó a Castilla, entre ellas, las tierras de Portugal y Celorico de Bastos. Permaneció en Portugal donde falleció en enero de 1418.
Su segundo matrimonio con María de Portugal, nieta por vía ilegítima del rey Enrique II (y también del rey Pedro I de Portugal), le colocó tanto a él como a sus hijos en el entorno de la corte real, donde entabló una especial relación con Fernando I de Aragón, una cuestión que sería fundamental para el posterior progreso de sus nietos en las cortes de Juan II, de quien el infante fue tutor, y Enrique IV. A consecuencia de esta boda y de estas relaciones en 1397 el Rey Enrique III de Castilla lo nombró I conde de Valencia de Don Juan. La política matrimonial realizada con sus hijos le volvió a conectar con el poder de Portugal y con castellanos de fuerte raigambre regional.
Participó con un grupo de caballeros portugueses en las campañas de Granada de 1407 y 1410.
Martín Vázquez de Acuña falleció en 1417 y recibió sepultura en el monasterio de Santo Domingo en Valencia de Don Juan.  En aquel entonces su sobrino Alfonso Carrillo de Acuña, que sería arzobispo de Toledo y cardenal primado de España aún era un niño, más tarde nacerían sus nietos Juan Pacheco y Pedro Girón. El resultado de la acertada política de matrimonios que él y su hermano Lope realizaron lo habrían de ver pocas décadas después, sus hijos y nietos, derivando de ellos, entre otras, la Casa de Téllez-Girón, o la Casa de Pacheco.

## Matrimonios y descendencia
Contrajo un primer matrimonio en Portugal con María Girona (o Girão), «rica dona» de la corte portuguesa, sobrina de la reina Beatriz, quien en su testamento se refiere a ella como «Maria Girona minha sobrinha». En Castilla es referida con el nombre de Teresa Téllez-Girón, hija de Alonso Téllez-Girón, señor de San Román, y de su esposa Teresa Rodríguez de Alarcón. Con ella, tuvo los siguientes hijos: 
- Luis de Acuña, que falleció siendo niño.
- Alfonso Téllez Girón y Vázquez de Acuña, primer señor de Frechilla. Alfonso se convirtió en señor efectivo de Belmonte tras la muerte de su esposa, María Pacheco, con la que había casado en 1415 y que también era descendiente de otro linaje portugués. Fue un modesto señor rural, protegido y partidario de Álvaro de Luna, quien introdujo a sus hijos Juan Pacheco y Pedro Girón como pajes en la corte, sirviendo como donceles al príncipe heredero, Enrique IV. Gracias a este último ambos ascendieron rápidamente convirtiéndose en los más poderosos nobles tras su coronación, siendo fundadores de las casas de Ureña, de Osuna y de Villena, con Grandeza de España desde 1520. En 1445 Téllez Girón y su hijo Juan Pacheco aumentaron enormemente sus territorios al hacerse con el control del señorío de Villena, convirtiéndose Juan además en marqués de Villena, primer título de marqués que se concedía por un rey castellano.
- Teresa de Acuña Girón, esposa de Martín Alonso de Merlo II, maestresala de la reina Beatriz, puesto en el que sucedió a su padre, portugués del mismo nombre; Martín Alonso de Merlo era nieto del I conde de Benavente por vía materna. Uno de los hijos de este matrimonio, Juan de Merlo "el Bravo", fue guarda mayor del rey Juan II, y de Enrique IV; mientras que el hijo de éste, Diego de Merlo, será guarda mayor de los Reyes Católicos. Desde 1478 desempeñó el cargo de Asistente Mayor de Sevilla, con anterioridad, en 1476, Diego de Merlo había ejercido el cargo de Asistente Mayor de Córdoba.
- Leonor de Acuña Girón (c.1378-d.1437), casó en primeras nupcias con el jurista portugués João das Regras (-1404) defensor de la dinastía de Avis en Coímbra en junio de 1398, teniendo una única hija, Branca da Cunha, que casaría con Alfonso, señor de Cascais, hijo bastardo del infante João y nieto del rey Pedro y de Inés de Castro. João das Regras recibió en 1397, por donación real, los bienes que habían pertenecido a su suegro Martín Vázquez de Acuña en Portugal. Tras el fallecimiento de su marido, Leonor fue esposa de Juan de Castro, señor de Cadaval, la hija de este matrimonio, Juana de Castro, casó con el duque Fernando I de Braganza, IX conde de Barcelos, conde de Guimarães, siendo por tanto ascendiente de los reyes portugueses de la Casa de Braganza.
- Beatriz de Acuña Girón que casó con Juan de Valencia, mariscal de Castilla en Zamora y señor de Valencia de Campos, de quienes desciende el gran escritor Francisco de Quevedo.[17]
- Ginebra de Acuña Girón, casada en primeras nupcias con Sancho Manuel, III conde de Carrión; y en segundas nupcias con Diego López de Haro, III señor del Busto.
- Isabel de Acuña Girón

Después de enviudar y una vez que abandonó Portugal, se casó en segundas nupcias en 1397 con María de Portugal, hija de Juan de Portugal y de Constanza Enríquez.  Fueron padres de: 
- Pedro de Acuña y Portugal (m. 21 de diciembre de 1456) quien heredó el condado. Su hijo y tercer conde, Juan de Acuña y Portugal fue quien mandó construir el Castillo de Valencia de Don Juan, pero murió en 1475 durante la Guerra de Sucesión Castellana. Pedro contrajo matrimonio con Leonor de Quiñones y con Juana de Zúñiga. Los condes de Valencia son ascendientes por vía materna de Pedro Manrique de Lara y Acuña (1533-1600), V duque de Nájera, el condado permaneció ligado a los herederos de este ducado durante doce generaciones, lo mismo ocurrió con el ducado de Maqueda, ligado a estos títulos tras el matrimonio de la hija del anterior, Luisa Manrique de Lara, con el heredero del ducado.
- Enrique de Acuña y Portugal, señor de Villalba del Alcor y de Valdegema, origen del marquesado de Escalona y de Casafuerte. Casó con Inés de Valencia. Algunas fuentes como Salazar y Castro indican que este Enrique sería hijo de Fernando de Acuña y Portugal y de María Cabeza de Vaca, por lo que sería nieto en lugar de hijo de Martín, aunque en cualquier caso descendiente directo.
- Fernando de Acuña y Portugal, señor de Pajares, casado con María Cabeza de Vaca, de quienes descienden los condes de Requena.
- Beatriz de Acuña y Portugal, mujer de Pedro de Quiñones, merino mayor de Asturias y León, madre del primer conde de Luna, Diego Fernández de Quiñones. Descienden de ellos los condes de Benavente.